# Ylva Hedlund
Ylva Marianne Hedlund (* 22. November 1949 in Lidingö) ist eine ehemalige schwedische Eisschnellläuferin.

## Werdegang
Hedlund, die für den IFK Lidingö startete, nahm von 1961 bis 1973 an nationalen Wettbewerben teil und wurde dabei in den Jahren 1969, 1971 sowie 1972 schwedische Meisterin im Mini-Mehrkampf. Zudem wurde sie bei diesen Meisterschaften fünfmal Zweite und einmal Dritte. International trat sie erstmals bei der Mehrkampf-Weltmeisterschaft 1965 in Oulu in Erscheinung, wo sie den 27. Platz im Mini-Mehrkampf errang. Im Jahr 1967 kam sie bei der Mehrkampf-Weltmeisterschaft in Deventer auf den 28. Platz im Mini-Mehrkampf und belegte in der Saison 1967/68 bei der Mehrkampf-Weltmeisterschaft 1968 in Helsinki den 22. Platz im Mini-Mehrkampf. Zudem lief sie bei den Olympischen Winterspielen 1968 in Grenoble auf den 26. Platz über 500 m, auf den 20. Rang über 1500 m sowie auf den 19. Platz über 1000 m und dort im folgenden Jahr bei der Mehrkampf-Weltmeisterschaft auf den 21. Platz im Mini-Mehrkampf. In der Saison 1969/70 errang sie bei der Mehrkampfeuropameisterschaft 1970 in Heerenveen den 19. Platz im Mini-Mehrkampf. Auch in der Saison 1970/71 erreichte sie zu Beginn der Saison 1970/71 bei der Mehrkampfeuropameisterschaft 1971 in Leningrad erneut den 19. Platz und belegte diese Platzierung auch bei der Sprintweltmeisterschaft 1971 in Inzell. Außerdem errang sie bei der Mehrkampf-Weltmeisterschaft 1971 in Helsinki den 12. Platz im Mini-Mehrkampf. Nach Platz eins im Mini-Mehrkampf bei einem internationalen Wettbewerb in Zakopane zu Beginn der Saison 1971/72, wurde sie bei der Mehrkampfeuropameisterschaft 1972 in Inzell Zwölfte im Mini-Mehrkampf und lief bei den Olympischen Winterspielen 1972 in Sapporo auf den 25. Platz über 1500 m, auf den 18. Rang über 500 m sowie auf den 14. Platz über 1000 m. Letztmals international startete sie bei der Mehrkampf-Weltmeisterschaft 1972 in Heerenveen, wo sie den 20. Platz im Mini-Mehrkampf errang. Ihre Mutter Göthe Hedlund nahm an den Olympischen Winterspielen 1948 und an den Olympischen Winterspielen 1952 als Eisschnellläuferin teil.

## Erfolge

### Olympische Spiele
- 1968 Grenoble: 19. Platz 1000 m, 20. Platz 1500 m, 26. Platz 500 m
- 1972 Sapporo: 14. Platz 1000 m, 18. Platz 500 m, 25. Platz 1500 m

### Mehrkampf-Weltmeisterschaften
- 1965 Oulu: 27. Platz Mini-Mehrkampf
- 1967 Deventer: 28. Platz Mini-Mehrkampf
- 1968 Helsinki: 22. Platz Mini-Mehrkampf
- 1969 Grenoble: 21. Platz Mini-Mehrkampf
- 1971 Helsinki: 12. Platz Mini-Mehrkampf
- 1972 Heerenveen: 20. Platz Mini-Mehrkampf

### Sprint-Weltmeisterschaften
- 1971 Inzell: 19. Platz Sprint-Mehrkampf

### Mehrkampf-Europameisterschaften
- 1970 Heerenveen: 19. Platz Mini-Mehrkampf
- 1971 Leningrad: 19. Platz Mini-Mehrkampf
- 1972 Inzell: 12. Platz Mini-Mehrkampf

## Persönliche Bestleistungen
| Disziplin | Zeit        | Datum           | Ort    |
| --------- | ----------- | --------------- | ------ |
| 500 m     | 45,26 s     | 15. Januar 1972 | Inzell |
| 1000 m    | 1:30,45 min | 15. Januar 1972 | Inzell |
| 1500 m    | 2:20,87 min | 15. Januar 1972 | Inzell |
| 3000 m    | 4:59,89 min | 15. Januar 1972 | Inzell |